# Cynthia Scott
Pour les articles homonymes, voir Scott.
Cynthia Scott est une réalisatrice, productrice, scénariste et monteuse canadienne née en 1939.

## Biographie
Elle a gagné l'Oscar du meilleur court-métrage documentaire pour le film Flamenco à 5 h 15, produit par l'Office national du film.
Elle est élue membre de l’Académie royale des arts du Canada.

## Filmographie
Comme réalisatrice
- 1972 : The Ungrateful Land: Roch Carrier Remembers Ste-Justine
- 1973 : Some Natives of Churchill
- 1975 : Scoggie
- 1981 : For the Love of Dance
- 1983 : Flamenco à 5 h 15
- 1985 : Discussions in Bioethics: A Chronic Problem
- 1986 : Jack of Hearts
- 1990 : Le Fabuleux gang des sept (en)[2]

Comme productrice
- 1965 : "Take Thirty" (1962) TV Series
- 1973 : Some Natives of Churchill
- 1973 : Ruth and Harriet: Two Women of the Peace
- 1976 : Listen Listen Listen
- 1978 : Canada vignettes (en): The Thirties
- 1978 : Canada vignettes: Holidays
- 1981 : For the Love of Dance
- 1983 : Flamenco à 5 h 15

Comme scénariste
- 1981 : First Winter
- 1990 : Le fabuleux gang des sept

Comme monteuse
- 1981 : For the Love of Dance